# Skallebølle
Skallebølle är en tätort i Assens kommun i Region Syddanmark i Danmark. Tätorten har 690 invånare (2024). En mindre del av tätorten är belägen i Odense kommun. Den ligger på Fyn, cirka 22,5 kilometer nordost om Assens.